# Тім Каррі
Тім Каррі (англ. Tim Curry; нар. 19 квітня 1946) — британський актор.

## Біографія
Тім Каррі народився 19 квітня 1946 року в селі Граппенгейлл біля міста Воррінгтон, графство Чешир в Англії. Батько Джеймс Каррі — методистський капелан ВМС. Вивчав драматичне мистецтво і англійську мову в Кембріджському університеті, а потім у Бірмінгемському університеті, який закінчив з відзнакою.

## Кар'єра
Тім Каррі почав акторську кар'єру на лондонській сцені в 1968 році. Працював у Королівській Шекспірівській трупі, в Придворному королівському театрі, в театрі Глазго, а також грав на нью-йоркській сцені. Найвідомішими роботами Тіма Каррі в кіно є доктор Френк ен Фертер у фільмі «Шоу жахів Роккі Хоррора» (1975) та клоун Пеннівайз в екранізації твору Стівена Кінга «Воно» (1990). Також грав у таких фільмах, як «Сам удома 2: Загублений у Нью-Йорку» (1992), «Тінь» (1994), «Дуже страшне кіно 2» (2001).

## Фільмографія
| Рік  |     | Українська назва                       | Оригінальна назва                     | Роль                                                         |
| ---- | --- | -------------------------------------- | ------------------------------------- | ------------------------------------------------------------ |
| 1975 | ф   | Шоу жахів Роккі Хоррора                | The Rocky Horror Picture Show         | доктор Френк ен Фертер                                       |
| 1975 | тф  |                                        | Three Men in a Boat                   | Джером Клапка Джером                                         |
| 1978 | с   |                                        | Will Shakespeare                      | Вільям Шекспір (6 серій)                                     |
| 1978 | ф   |                                        | The Shout                             | Роберт Грейвс                                                |
| 1980 | ф   | Таймс-Сквер                            | Times Square                          | Джонні ЛаГуардія                                             |
| 1981 | с   | Суботнього вечора в прямому ефірі      | Saturday Night Live                   | гість (Епізод: "Tim Curry/Meat Loaf")                        |
| 1982 | тф  | Олівер Твіст                           | Oliver Twist                          | Білл Сайкс                                                   |
| 1982 | ф   | Енні                                   | Annie                                 | Ханніган                                                     |
| 1983 | ф   |                                        | The Ploughman's Lunch                 | Джеремі Хенкок                                               |
| 1985 | ф   | Легенда                                | Legend                                | Володарь Темряви                                             |
| 1985 | ф   | Доказ                                  | Clue                                  | Водсворт                                                     |
| 1987 | ф   |                                        | Pass the Ammo                         | преподобний Рей Портер                                       |
| 1989 | с   | Шоу Трейсі Ульман                      | The Tracey Ullman Show                | Ян Майлз (Епізод: "#3.11")                                   |
| 1990 | ф   | Полювання за «Червоним Жовтнем»        | The Hunt for Red October              | доктор Євген Петров                                          |
| 1990 | тф  | Воно                                   | It                                    | Пеннівайз                                                    |
| 1991 | ф   | Оскар                                  | Oscar                                 | доктор Торнтон Пул                                           |
| 1992 | ф   | Сам удома 2: Загублений у Нью-Йорку    | Home Alone 2: Lost in New York        | консьєрж                                                     |
| 1992 | мф  | Тропічний ліс: Історія долини папороті | FernGully: The Last Rainforest        | Гексус (озвучення)                                           |
| 1993 | с   | Розанна                                | Roseanne                              | Роджер (2 серії)                                             |
| 1993 | ф   | Заряджена зброя 1                      | Loaded Weapon 1                       | містер Джигсев                                               |
| 1993 | ф   | Три мушкетери                          | The Three Musketeers                  | Кардинал Рішельє                                             |
| 1993 | с   | Байки зі склепу                        | Tales from the Crypt                  | Па / Ма / Вайнона Брекетт (Епізод: "Death of Some Salesman") |
| 1994 | ф   | Тінь                                   | The Shadow                            | Ферлі Клеймор                                                |
| 1994 | с   | Земля 2                                | Earth 2                               | Гаал (4 серії)                                               |
| 1995 | мф  | Камінчик і пінгвін                     | The Pebble and the Penguin            | Дрейк (озвучення)                                            |
| 1995 | ф   | Конго                                  | Congo                                 | Геркемер Гомолка                                             |
| 1996 | ф   |                                        | Muppet Treasure Island                | Джон Сільвер                                                 |
| 1997 | ф   | Флот МакХейла                          | McHale's Navy                         | майор Владіков                                               |
| 1997 | с   | Лексс                                  | Lexx                                  | поет (Епізод: "Supernova")                                   |
| 1998 | в   | Возз'єднання сімейки Адамсів           | Addams Family Reunion                 | Гомес Аддамс                                                 |
| 1999 | в   |                                        | Pirates of the Plain                  | Джезабель Джек                                               |
| 1999 | мф  | Барток Пречудовий                      | Bartok the Magnificent                | Череп (озвучення)                                            |
| 2000 | ф   | Ангели Чарлі                           | Charlie's Angels                      | Роджер Корвін                                                |
| 2001 | ф   | Дуже страшне кіно 2                    | Scary Movie 2                         | Професор Олдман                                              |
| 2001 | с   | Аттіла-завойовник                      | Attila                                | Феодосій II (2 серії)                                        |
| 2002 | ф   | Ритуал                                 | Ritual                                | Метью Гоуп                                                   |
| 2002 | мф  | Котяча вдячність                       | 猫の恩返し                            | котячий король (англ. дубляж)                                |
| 2004 | с   | Монк                                   | Monk                                  | Дейл «Кит» Бідербек (Епізод: "Mr. Monk Goes to Jail")        |
| 2004 | с   | Вілл і Грейс                           | Will & Grace                          | Меріон Фінстер (2 серії)                                     |
| 2004 | ф   | Кінсі                                  | Kinsey                                | Турман Райс                                                  |
| 2005 | ф   |                                        | Bailey's Billion$                     | Каспар Пеннінгтон                                            |
| 2005 | мф  | Хоробрик — Пернатий спецзагін          | Valiant                               | Фон Талон (озвучення)                                        |
| 2006 | ф   | Гарфілд 2: Історія двох котиків        | Garfield: A Tail of Two Kitties       | Принц (озвучення)                                            |
| 2007 | ф   | Мільйон на Різдво                      | Christmas in Wonderland               | Гордон Маклуш                                                |
| 2007 | с   | Ясновидець                             | Psych                                 | Найджел Сент-Найджел (Епізод: "American Duos")               |
| 2008 | ф   | Таємниця Мунакра                       | The Secret of Moonacre                | сір де Нуар                                                  |
| 2008 | тф  | Колір магії Террі Претчетта            | Terry Pratchett's The Colour of Magic | Траймон                                                      |
| 2008 | с   | Пуаро Агати Крісті                     | Agatha Christie's Poirot              | лорд Гревіль Бойнтон (Епізод: "Appointment with Death")      |
| 2008 | вг  | Red Alert 3                            | Command & Conquer: Red Alert 3        | Анатолій Черденко                                            |
| 2010 | с   | Криміналісти: мислити як злочинець     | Criminal Minds                        | Біллі Флінн (2 серії)                                        |
| 2010 | ф   |                                        | Burke & Hare                          | професор Монро                                               |
| 2021 | док |                                        | Pennywise: The Story of IT            | у ролі самого себе                                           |